# Андрушівська міська рада
Андру́шівська міська́ ра́да (до 1938 року — Андрушівська сільська рада, у 1938—75 роках — Андрушівська селищна рада) — орган місцевого самоврядування Андрушівської міської територіальної громади Бердичівського району Житомирської області з розміщенням у місті Андрушівка.

## Склад ради

### VII скликання
Рада складається з 26 депутатів та голови.
25 жовтня 2020 року, на чергових місцевих виборах, що стали першими виборами до ради громади, було обрано 26 депутатів, з них (за суб'єктами висування): Всеукраїнське об'єднання «Батьківщина» — 6, «За майбутнє», «Слуга народу», «Європейська Солідарність», «Наш край» — по 3, Радикальна партія Олега Ляшка, «Опозиційна платформа — За життя», «Сила і честь» та «Пропозиція» — по 2.
Головою громади обрали позапартійну висуванку ВО «Батьківщина» Галину Білецьку, завідувачку сектором культури Андрушівської РДА.

### VI скликання
За результатами місцевих виборів 2010 року депутатами ради стали:

#### За суб'єктами висування
| Суб'єкт висування                                       | Кількість обраних депутатів | %    |
| ------------------------------------------------------- | --------------------------- | ---- |
| Політична партія Всеукраїнське об'єднання «Батьківщина» | 19                          | 52,8 |
| Народна партія                                          | 9                           | 25   |
| Партія регіонів                                         | 4                           | 11,1 |
| Політична партія «Фронт Змін»                           | 2                           | 5,6  |
| Комуністична партія України                             | 1                           | 2,8  |
| Політична партія «Сильна Україна»                       | 1                           | 2,8  |

#### За округами
| № округу                                                | Прізвище, ім'я, по батькові        | Дата визнання обраним | Освіта             | Партійна приналежність                        | Відомості про обраного депутата                                   |
| ------------------------------------------------------- | ---------------------------------- | --------------------- | ------------------ | --------------------------------------------- | ----------------------------------------------------------------- |
| Комуністична партія України                             |                                    |                       |                    |                                               |                                                                   |
| б/м                                                     | Артемчук Антоніна Францівна        | 01.11.2010            | середня спеціальна | член Комуністичної партії України             | ПП «Кузьмич», продавець                                           |
| Народна Партія                                          |                                    |                       |                    |                                               |                                                                   |
| б/м                                                     | Левченко Ганна Гнатівна            | 01.11.2010            | вища               | позапартійна                                  | Андрушівська міська рада, заступник голови                        |
| б/м                                                     | Дячок Світлана Валентинівна        | 01.11.2010            | вища               | член Народної партії                          | Андрушівська гімназія, вчитель історії                            |
| б/м                                                     | Гайдай Анатолій Володимирович      | 14.11.2010            | вища               | член Народної партії                          | ТОВ «Поліський край», директор                                    |
| 2                                                       | Весельський Віталій Миколайович    | 03.11.2010            | вища               | член Народної партії                          | Управління УПР, заступник начальника                              |
| 5                                                       | Палазюк Володимир Дмитрович        | 03.11.2010            | вища               | член Народної партії                          | Андрушівська ЦРЛ, лікар-лор                                       |
| 8                                                       | Черноліхов Віктор Васильович       | 03.11.2010            | середня спеціальна | позапартійний                                 | Андрушівський РЕМ, старший інспектор                              |
| 9                                                       | Піцикевич Степан Антонович         | 03.11.2010            | вища               | член Народної партії                          | Районна організація Народної партії, керівник секретаріату        |
| 10                                                      | Пашинська Надія Ростиславівна      | 03.11.2010            | вища               | член Народної партії                          | Андрушівська загальноосвітня школа I-III ст., вчитель             |
| 17                                                      | Яремчук Петро Ананійович           | 15.11.2010            | середня спеціальна | член Народної партії                          | КП «Комсервіс», майстер                                           |
| Партія регіонів                                         |                                    |                       |                    |                                               |                                                                   |
| б/м                                                     | Білий Микола Петрович              | 01.11.2010            | вища               | член Партії регіонів                          | Андрушівське хлібоприймальне підприємство, голова правління       |
| б/м                                                     | Майор Віктор Михайлович            | 01.11.2010            | вища               | член Партії регіонів                          | тимчасово не працює                                               |
| б/м                                                     | Голощук Валерій Леонідович         | 01.11.2010            | вища               | член Партії регіонів                          | приватне підприємство «Гринишин», головний економіст              |
| б/м                                                     | Сокол Костянтин Юрійович           | 01.11.2010            | вища               | член Партії регіонів                          | приватний підприємець                                             |
| Політична партія Всеукраїнське об'єднання «Батьківщина» |                                    |                       |                    |                                               |                                                                   |
| б/м                                                     | Спірін Костянтин Юрійович          | 01.11.2010            | вища               | член Всеукраїнського об'єднання «Батьківщина» | пенсіонер                                                         |
| б/м                                                     | Пташник Валентина Володимирівна    | 01.11.2010            | вища               | член Всеукраїнського об'єднання «Батьківщина» | Андрушівська загальноосвітня школа І-ІІ ст., вчитель              |
| б/м                                                     | Заєць Ігор Вікторович              | 01.11.2010            | вища               | позапартійний                                 | приватний підприємець                                             |
| б/м                                                     | Онищук Валентина Сергіївна         | 01.11.2010            | середня            | член Всеукраїнського об'єднання «Батьківщина» | приватний підприємець                                             |
| б/м                                                     | Рудюк Світлана Віталіївна          | 01.11.2010            | вища               | член Всеукраїнського об'єднання «Батьківщина» | Андрушівська гімназія, вчитель                                    |
| б/м                                                     | Марчук Віра Сергіївна              | 01.11.2010            | вища               | позапартійна                                  | Андрушівська загальноосвітня школа I-III ст., заступник директора |
| б/м                                                     | Дущенко Валентина Василівна        | 01.11.2010            | вища               | член Всеукраїнського об'єднання «Батьківщина» | приватний підприємець                                             |
| б/м                                                     | Бачинський Ростислав Владиславович | 01.11.2010            | незакінчена вища   | позапартійний                                 | приватний підприємець                                             |
| 1                                                       | Дакал Віталій Миколайович          | 03.11.2010            | вища               | позапартійний                                 | тимчасово не працює                                               |
| 3                                                       | Матіїшена Вікторія Дмитрівна       | 03.11.2010            | вища               | член Всеукраїнського об'єднання «Батьківщина» | Андрушівська ЦРЛ, акушер-гінеколог                                |
| 4                                                       | Дисак Степан Іванович              | 03.11.2010            | вища               | позапартійний                                 | Андрушівська загальноосвітня школа I-III ст., директор            |
| 6                                                       | Король Іван Андрійович             | 03.11.2010            | вища               | член Всеукраїнського об'єднання «Батьківщина» | Андрушівська гімназія, вчитель                                    |
| 11                                                      | Семенюк Віталій Володимирович      | 03.11.2010            | вища               | член Всеукраїнського об'єднання «Батьківщина» | Спиртовий завод, завідувач відділу                                |
| 12                                                      | Солопій Віра Вікторівна            | 03.11.2010            | вища               | позапартійна                                  | пенсіонер                                                         |
| 13                                                      | Могилевський Анатолій Григорович   | 03.11.2010            | вища               | член Всеукраїнського об'єднання «Батьківщина» | пенсіонер                                                         |
| 14                                                      | Тихончук Василь Якович             | 03.11.2010            | вища               | член Всеукраїнського об'єднання «Батьківщина» | приватний підприємець                                             |
| 15                                                      | Коваленко Віталій Петрович         | 03.11.2010            | вища               | позапартійний                                 | пенсіонер                                                         |
| 16                                                      | Бачинський Владислав Каліксович    | 03.11.2010            | середня            | позапартійний                                 | приватний підприємець                                             |
| 18                                                      | Півень Марія Віталіївна            | 03.11.2010            | вища               | член Всеукраїнського об'єднання «Батьківщина» | Андрушівська гімназія, вчитель                                    |
| Політична партія «Сильна Україна»                       |                                    |                       |                    |                                               |                                                                   |
| 7                                                       | Осадчий Олег Васильович            | 03.11.2010            | вища               | позапартійний                                 | Андрушівська міська рада, секретар                                |
| Політична партія «Фронт Змін»                           |                                    |                       |                    |                                               |                                                                   |
| б/м                                                     | Пархомчук Олександр Степанович     | 01.11.2010            | середня            | член Політичної партії «Фронт Змін»           | Андрушівська філія Житомирського облавтодору, майстер             |
| б/м                                                     | Волинець Ігор Валентинович         | 01.11.2010            | вища               | член Політичної партії «Фронт Змін»           | Приватне підприємство «Пшеничний», менеджер                       |

### Керівний склад попередніх скликань
| Прізвище, ім'я, по батькові | Основні відомості                                                                                | Суб'єкт висування | Дата обрання | Дата звільнення |
| --------------------------- | ------------------------------------------------------------------------------------------------ | ----------------- | ------------ | --------------- |
| Сушко Михайло Григорович    | Міський голова, 1968 року народження, член Соціал-демократичної партії України (об'єднаної)      |                   | 26.03.2006   | 31.10.2010      |
| Бойко Володимир Іванович    | Міський голова, 1966 року народження, освіта вища, член Всеукраїнського об'єднання «Батьківщина» |                   | 31.10.2010   | 25.10.2015      |
| Бойко Володимир Іванович    | Міський голова, 1966 року народження, освіта вища, безпартійний                                  | Самовисування     | 25.10.2015   | 25.10.2020      |
| Білецька Галина Іванівна    | Міський голова, 1961 року народження, освіта вища, безпартійна                                   | ВО «Батьківщина»  | 25.10.2020   |                 |

Примітка: таблиця складена за даними сайту Верховної Ради України

## Історія
7 березня 1923 року — сільська рада; увійшла до складу новоствореного Андрушівського району Житомирської округи. 20 жовтня 1938 року, указом Президії Верховної ради УРСР «Про зміни і поширення меж міст та селищ міського типу по Житомирській області», в зв'язку з віднесенням центру ради до категорії селищ міського типу, реорганізована до рівня селищної ради.
Станом на 1 вересня 1946 року — селищна рада в складі Андрушівського району Житомирської області, на обліку в раді перебували смт Андрушівка та хутір Виробнича дільниця.
Реорганізована в міську раду в 1975 році. До 2020 року — адміністративно-територіальна одиниця в Андрушівському районі Житомирської області з територією 68,08 км², населенням — 9 049 осіб (станом на 1 листопада 2012 року) та підпорядкуванням м. Андрушівка.

### Населення
Кількість населення ради, станом на 1923 рік, становила 3 867 особи, кількість дворів — 710.
Відповідно до перепису населення СРСР 17 грудня 1926 року, чисельність населення ради становила 5 000 осіб, з них за статтю: чоловіків — 2 422, жінок — 2 578; етнічний склад: українців — 4 142, росіян — 112, євреїв — 625, поляків — 101, чехів — 2, інші — 18. Кількість домогосподарств — 1 245.